# Krasów (Sainte-Croix)
Pour les articles homonymes, voir Krasów.
Krasów est une localité polonaise de la gmina de Radków, située dans le powiat de Włoszczowa en voïvodie de Sainte-Croix.